# Barcunhan
Barcunhan (en francès Barcugnan) és un municipi francès situat al departament del Gers i a la regió d'Occitània.

## Geografia

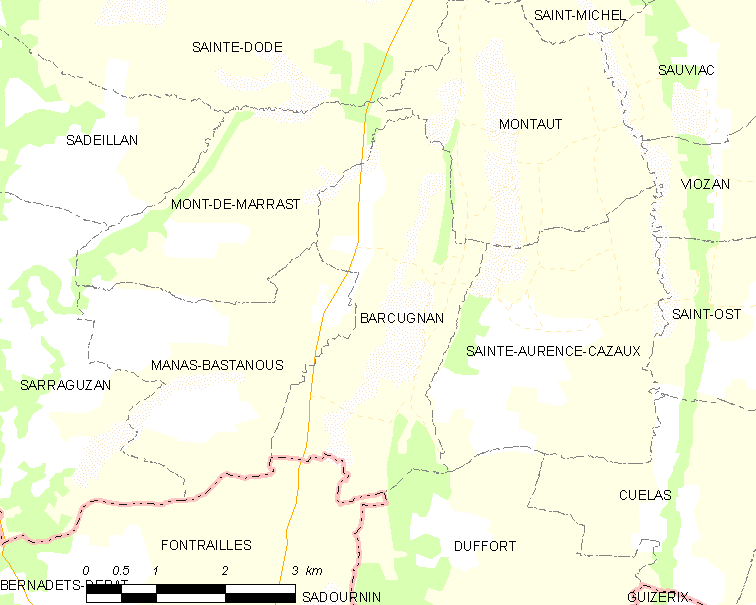
Mapa de la comuna de Barcunhan

## Administració i política

### Alcaldes
| Període   | Identitat          | Partit |
| --------- | ------------------ | ------ |
| 1920-1925 | Jean-Marie Ader    |        |
| 1925-1933 | François Peré      |        |
| 1933-1947 | Adolphe Lamarque   |        |
| 1947-1959 | Gabriel Timon      |        |
| 1959-1971 | Jean-Marie Bonneau |        |
| 1971-2005 | Joël Bonneau       |        |
| 2005-2014 | Robert Betbeze     |        |
| 2014-     | Christiane Galan   |        |

## Demografia
| 1962                                       | 1968 | 1975 | 1982 | 1990 | 1999 | 2006 |
| ------------------------------------------ | ---- | ---- | ---- | ---- | ---- | ---- |
| 260                                        | 228  | 192  | 169  | 164  | 143  | 149  |
| Des de 1962: població sense dobles comptes |      |      |      |      |      |      |